# لوسین کاپه
لوسیَن کاپِه (کَپِه) (به فرانسوی: Lucien Capet) (زاده: ۸ ژانویهٔ ۱۸۷۳ –مرگ: ۱۸ دسامبر ۱۹۲۸) نوازندهٔ ویولن، مربی موسیقی، و آهنگ‌ساز اهل فرانسه بود. او از سال ۱۸۸۷، یعنی از حدود چهارده‌سالگی، تا پایان عمرش سال‌های ۱۸۸۷ تا ۱۹۲۸ میلادی فعالیت می‌کرد. کاپه از پانزده‌سالگی و با نوازندگی در مشروب‌فروشی‌ها و کافه‌ها، به‌تنهایی خرج خود را درمی‌آورد.
او در سال ۱۸۹۳ کوارتت کاپه را تشکیل داد و همراه با سایر اعضای آن، در سال‌های ۱۹۲۵–۱۹۳۰، بسیاری از آثار آهنگ‌سازان بزرگ، به‌ویژه کوارتت‌های زهی بتهوون را اجرا و ضبط کرد.
تکنیک نوازندگی و آرشه‌ایِ کاپه در میان اهل فن زبانزد بود. کتاب "اُصول عالی آرشه‌کشی" او، به عنوان یکی از معتبرترین مراجع سازهای زهی-آرشه‌ای، با ترجمه و توضیحات  محسن کاظمیان، توسط مؤسسه فرهنگی-هنری ماهور به زبان فارسی منتشر شده است.
کاپه لقبِ لژیون دونور (شوالیه) را از دولت فرانسه دریافت کرد.